# Kean
Kean U. Cipriano es un cantante pop y pinoy rock filipino, vocalista principal de la banda Callalily.

## Vida personal
Kean Edward Usón Cipriano nació el 11 de junio de 1987 en Pasig, Filipinas. Todavía estudiaba en la universidad antes de asumir al Conservatorio de música en la Universidad de Santo Tomás. Él era también el vocalista de la banda popular Callalily OPM.
Kean Edward Usón Cipriano nació el 11 de junio de 1987 en Pasig City, Filipinas. Todavía estaba en la universidad de asumir el Conservatorio de música en la Universidad de Santo Tomás. Él era también el vocalista de la banda popular Callalily OPM.

## Líneas más populares de Kean
- "Baby Boom!"
- "Tau Lang Steady"
- "Hacemos música para expresar no para impresionar"
- "No cha desea que su novio estaba caliente igual que yo"

lahat "sólido hindi Hidi gas líquido"
- "El tiempo es oro para estar fresco y observar las medidas ur porque su resbaladizo cuando está mojado"
- "Gracias por su amable consideración perdonen mi cipriano kean hijo por no asistir a su clase durante dos días debido al dolor de cabeza y diarrea."

-Sí descomponerlo agitarlo perro "
- "Hey wats up YOW!"
- "Im YOW de vuelta!", Etc

## Discografía

### Con Callalily
- Destination XYZ (2006; Sony Music)
- Fisheye (2008; Sony Music)
- Callalily (2009; Sony Music)

## Tracks/Singles
- Estrellas
- Toma Mi Mano
- Magbalik
- PASAN
- Loco
- Santuario
- Susundan
- Ako'y Magbalik
- Hintay
- Nananaginip
- Gabay

## Filmografía

### TV Shows
- P.O.5 (2010-present; TV5 co-host)
- BFGF (2010-present; TV5 himself)

- Datos: Q5958811